# Cryptus leechi
Cryptus leechi là một loài tò vò trong họ Ichneumonidae.